# Bédeilhac-et-Aynat
 Bédeilhac-et-Aynat  (en occitano Vedelhac e Ainat) es una población y comuna francesa, en la región de Mediodía-Pirineos, departamento del Ariège, en el distrito de Foix y cantón de Tarascon-sur-Ariège.

## Demografía
| 140 | 126 | 120 | 119 | 136 | 150 | 204 | 191 |
| Para los censos de 1962 a 1999 la población legal corresponde a la población sin duplicidades (Fuente: INSEE [Consultar]) |     |     |     |     |     |     |     |